# Cirolana capitella
Cirolana capitella is een pissebed uit de familie Cirolanidae. De wetenschappelijke naam van de soort is voor het eerst geldig gepubliceerd in 1955 door Barnard.